# Първа дивизионна област
Първа дивизионна област е военна област на 1-ва пехотна софийска дивизия, формирана през 1892 година.

## История
Първа дивизионна област е формирана през 1892 година. На 30 декември 1903 г. съгласно указ № 89 на цар Фердинанд е преформирана и се състои от Софийска, Пирдопска, Царибродска, Берковска, Орханийска, Тетевенска и Луковитска околия и полковите окръжия на 1-ви пехотен софийски полк, 6-и пехотен търновски полк, 16-и пехотен ловчански полк и 25-и пехотен драгомански полк. Съгласно указ № 148 от 27 декември 1906 влиза в подчинение на новоформираната 1-ва военноинспекционна област. През 1911 г. към областта се формират Областно интендантство и интендантска рота. През 1941 г. се формират Областна интендантска дружина и Разходен интендантски склад, а през 1944 г. Военнохранителен ескадрон, Дивизионна коларопревозна дружина и Дивизионна гвардейска интендантска дружина.

## Наименования
През годините областта носи различни имена според претърпените реорганизации:
- Първа дивизионна област (1892 – 1929)
- Първа софийска полкова област (1929 – 1933)
- Първи пехотен софийски полк (1933 – 1939)
- Първа дивизионна област (1939 – 1945)

## Началници
Званията са към датата на заемане на длъжността.
| № | звание        | име              | дати                  |
| - | ------------- | ---------------- | --------------------- |
|   | Генерал-майор | Петър Тантилов   | септември 1915 – 1915 |
|   | Генерал-майор | Александър Танев | 1915 – 1916           |
|   | Генерал-майор | Пантелей Ценов   | 1916 – 1918           |